# Italochrysa boueti
Italochrysa boueti is een insect uit de familie van de gaasvliegen (Chrysopidae), die tot de orde netvleugeligen (Neuroptera) behoort. 
Italochrysa boueti is voor het eerst wetenschappelijk beschreven door Navás in 1927.